# Giorgi Aburdschania
Giorgi Aburdschania (georgisch გიორგი აბურჯანია; * 2. Januar 1995 in Tiflis) ist ein georgischer Fußballspieler. Er steht seit August 2024 bei AVS Futebol SAD unter Vertrag und spielt seit 2016 für die A-Nationalmannschaft.

## Karriere

### Verein
Aburdschania begann seine Karriere bei Metalurgi Rustawi. Sein Debüt in der Umaghlessi Liga gab er im Mai 2011 am 33. Spieltag der Saison 2010/11 gegen Baia Sugdidi. Im Januar 2012 wechselte er zum unterklassigen Verein Olimpiki Tiflis. Nach einem halben Jahr verließ er Olimpiki und schloss sich dem Erstligisten FC Dila Gori an. Nach eineinhalb Jahren und 17 Erstligapartien wechselte Aburdschania im Januar 2014 zum Zweitligisten Lokomotive Tiflis.
Im Sommer 2014 wechselte Aburdschania nach Zypern zu Anorthosis Famagusta. Nach 42 Spielen in der First Division wechselte er im Januar 2016 nach Spanien zum Zweitligisten Gimnàstic de Tarragona. Mit Nàstic verpasste er im Playoff gegen den CA Osasuna den Aufstieg in die Primera División.
Im August 2016 wechselte er zum Ligakonkurrenten Sevilla Atlético, der Zweitmannschaft des FC Sevilla. Mit Sevilla Atlético stieg er 2018 aus der Segunda División ab. In der Saison 2018/19 spielte er leihweise beim Zweitligisten CD Lugo. Zur Saison 2019/20 wechselte er leihweise für zwei Jahre in die Niederlande zum Erstligisten FC Twente Enschede. Für Twente bestritt Aburdschania 16 von 26 möglichen Spielen bis zum Abbruch der Saison 2019/20 infolge der COVID-19-Pandemie und schoss dabei 2 Tore.
Mitte September 2020 wurde die Ausleihe abgebrochen und Aburdschania wechselte zu Real Oviedo in die Segunda División, der zweithöchsten spanischen Liga. Nach einem halben Jahr im Verein folgte ein weiteres halbjähriges Intermezzo mit dem FC Cartagena, bevor er sich im Juli 2021 dem Gil Vicente FC anschloss.

### Nationalmannschaft
Aburdschania spielte für diverse georgische Jugendnationalteams. Mit der U-17-Auswahl kam er bei der U-17-EM 2012 bis ins Halbfinale. Nachdem er 2015 erstmals für das U-21-Team gespielt hatte, debütierte er im März 2016 in einem Testspiel gegen Kasachstan für die A-Nationalmannschaft.